# Norah Amsellem
Norah Amsellem és una soprano francesa nascuda a París de destacada actuació com a intèrpret d'òpera italiana i francesa.
Va estudiar arpa i piano abans de pertànyer al cor de Radio France. a participar en el programa Merola de l'Òpera de San Francisco. Va rebre el seu batxillerat en arts a la Universitat de Princeton amb perfeccionament en el Programa Lindemann del Metropolitan Opera, en la Juilliard School de Nova York, i amb Lorraine Nubar i Renata Scotto.
Es destaca per les seves interpretacions en els rols de Violetta a La Traviata de Verdi, Mimì i Musseta a La Bohème de Puccini, Gilda a Rigoletto, Liu a Turandot, Manon de Massenet, Norina en Don Pasquale, Adina a L'elisir d'amore, Juliette a Roméo et Juliette de Gounod, Leila a Els pescadors de perles, i Micaela a Carmen de Bizet amb la qual va assolir la fama internacional.
Ha actuat al Metropolitan Opera de Nova York més de 30 vegades, La Scala, l'Òpera de San Francisco, Covent Garden, Wiener Staatsoper, Múnic, Berlín, París, el Liceu de Barcelona, Teatre Real de Madrid, Gènova, Bolonya, Florència, Santiago de Xile, Seattle, Palm Beach i altres places líriques.

## Vida i carrera
Amsellem va néixer a París. Va començar la seva educació musical allà, cantant a l'escola de cor de la Maîtrise de Radio France i estudiant arpa i piano. Després va anar als Estats Units per estudiar amb Dalton Baldwin al Westminster Choir College a Princeton, Nova Jersey. També va prendre classes de cant amb Lorraine Nubar a Juilliard. Amsellem es va graduar a Westminster el 1994, i aquest mateix any va ser una de les guanyadores de les Audicions del Consell Nacional de l'Òpera Metropolitana. Va aparèixer per primera vegada al Met el març de 1995 en un paper menor a Idomeneo mentre era membre del programa Lindemann Young Artist i va fer el seu debut oficial l'octubre de 1995 com a Micaela a Carmen. Va continuar cantant al Met 30 vegades més entre 1995 i 2007 en papers com Liù a Turandot i Gilda a Rigoletto.
A la dècada de 1990, també va fer una sèrie de debuts a Europa. Aquests inclouen actuar com a Michaela a l'Opéra Bastille i com a comtessa Almaviva a Les noces de Fígaro a l'Glyndebourne el 1997 i en el paper principal de  Manon a La Scala el 1999. Amsellem va fer el seu debut com a Violetta a La traviata i el seu debut a casa al Teatro Real de Madrid l'octubre de 2003 quan va substituir Angela Gheorghiu en una nova producció de l'òpera de Pier Luigi Pizzi que va actualitzar l'escenari a París durant l'ocupació nazi. Gheorghiu es va retirar poc abans que els assajos havien de començar a qualificar la producció de Pizzi de "vulgar i plena de referències sexuals". Amsellem, que havia estat al segon repartiment, va substituir Georghiu a l'estrena. Segons La Razón, la seva actuació va ser "un triomf". Ha passat a cantar Violetta diverses vegades, inclòs a la Deutsche Oper Berlin el 2004, la Royal Opera House de Londres el 2005 i el 2008, el Teatro Comunale de Bolonya el 2005, l'Vienna Staatsoper el 2006 i el 2007, el Carlo Felice a Gènova el 2010, i a l'Òpera de Cincinnati el 2018. Amsellem també va tornar al Teatro Real el 2005 per tornar a interpretar la seva Violetta a la producció Pizzi. Aquella actuació va ser filmada per a la seva emissió a la televisió espanyola i posteriorment es va publicar en DVD.
Entre els papers posteriors que Amsellem ha afegit al seu repertori es troben Matilde a  Guillaume Tell  (Accademia Nazionale di Santa Cecilia, 2007); Elvira a  I puritani  (Seattle Opera, 2008); Olympia, Antonia i Giulietta a  The Tales of Hoffmann  (Seattle Opera, 2014). Marguerite a  Faust  (Las Palmas Opera Festival, 2015); i Nedda a  Pagliacci  (Teatro de São Carlos, 2017).

## Enregistraments
- Bizet: Carmen – Anna Caterina Antonacci (Carmen), Norah Amsellem (Micaela), Jonas Kaufmann (Don Jose), Ildebrando D'Arcangelo (Escamillo); L'Orquestra i el Cor de la Royal Opera House, Antonio Pappano (director). Filmat a la Royal Opera House el 2006, llançat en DVD el 2008. Segell: Decca
- Puccini: The Bohemian – Norah Amsellem (Mimì), Marcus Haddock (Rodolfo), Georgia Jarman (Musetta), Fabio Capitanucci (Marcello), Christopher Schaldenbrand (Schaunard), Denis Sedov (Colline), Kevin Glavin (Benoit); Orquestra Simfònica i Cor d'Atlanta, Robert Spano (director). Enregistrat en directe al Woodruff Arts Center, Atlanta el 2007, publicat en CD el 2008. Segell: Telarc.[20]
- Verdi: Norah Amsellem (Violetta Valéry), Jose Bros (Alfredo Germont), Renato Bruson (Giorgio Germont), The Liar (Flora Bervoix), Mary Sword (Annina); Cor i Orquestra del Teatre Reial, Jesús López Cobos (director). Filmat en actuació l'any 2005 per a televisió, publicat en DVD l'any 2006. Segell: Opus Arte